# Drest VII dei Pitti
Drest (fl. VIII secolo) è stato re dei Pitti dal 724 al 726 o 729, salendo sul trono dopo che Nechtan mac Der-Ilei aveva abdicato ed era entrato in monastero nel 724.
Nessuno degli annali irlandesi riporta il nome del padre. Se un'antica versione della Cronaca dei Pitti menziona solo "Drest e Elpin" come sovrani dopo Nechtan, ma una versione tarda afferma che Drest era figlio di Talorgan. Ma quest'ultima è poco affidabile. Potrebbe comunque essere possibile che Drest fosse figlio di Talorg figlio di Drostan, "fratello di Nechtan"— un fratellastro, o forse fratello adottivo — che fu imprigionato nel 713. 
Il potere di Drest fu presto contestato. Nel 725, Simul figlio di Drest fu imprigionato, ma non si sa da chi. Nel 726 Nechtan fu imprigionato da Drest, dopodiché Alpín, depose Drest. Dal 728 sembra che Drest, Nechtan, Alpín e Óengus mac Fergusa lottarono tra di loro per il trono dei Pitti. Drest fu ucciso in battaglia contro Óengus a Dromo Dergg Blathuug (forse Drumderg, nei pressi di Blairgowrie) nel 729. 